# Ligue de hockey senior du Québec
Pour les articles homonymes, voir LHSQ.
La Ligue de hockey senior du Québec (aussi connue sous les noms de Ligue senior du Québec, LHSQ et LSQ) est une ligue de hockey sur glace amateur qui a opéré au Québec (Canada) de 1933 à 1959. En 1953, la ligue est devenue semi-professionnelle et a pris le nom de Ligue de hockey du Québec.

## Histoire
La Ligue de hockey senior du Québec qui opérait comme une ligue de hockey amateur, était en réalité une ligue semi-professionnelle qui employait des joueurs talentueux et bien rémunérés.
Le joueur le plus connu de la ligue est Jean Béliveau qui a joué pour les As de Québec en 1951-1952 et en 1952-1953. À cette époque, les Canadiens de Montréal de la Ligue nationale de hockey possédaient les droits professionnels pour Béliveau, mais le jeune phénomène refusait de rejoindre le grand club et préférait continuer à jouer pour les As de Québec. Le directeur général des Canadiens, Frank J. Selke, s'est finalement impatienté et, en 1953, il a acheté la Ligue de hockey senior du Québec et en a fait une ligue semi-professionnelle, la Ligue de hockey du Québec. Ce changement de statut de la ligue a forcé Béliveau à rejoindre les Canadiens qui possédaient les droits professionnels du joueur. Jean Béliveau est par la suite devenu le meilleur joueur des Canadiens.
La ligue de hockey du Québec a cessé ses activités après la saison 1958-1959. Les Royaux de Montréal et les Lions de Trois-Rivières ont alors rejoint la Ligue de hockey professionnelle de l'est alors que les As de Québec rejoignaient la Ligue américaine de hockey.

## Liste de toutes les équipes de la  LHSQ et de la LHQ
- Olympics de Boston (1947-1948). Ils ont partagé leur saison entre la LHSQ et la Ligue de hockey de l'est
- Saguenéens de Chicoutimi (1949-1959)
- Volants de Hull (1944-1946)
- Canadiens de Hull-Ottawa (1956-1957). Ils ont partagé leur saison entre la LHSQ et l'Association de hockey de l'Ontario
- Canadiens de Montréal
- Royaux de Montréal (1944-1959)
- Rovers de New York (1947-1949). Ils ont partagé leurs saisons entre la LHSQ et la Ligue de hockey de l'est
- Commandos d'Ottawa (1944-1945)
- Sénateurs d'Ottawa (1945-1955)
- As de Québec (1944-1959)
- Gaulois de Saint-Hyacinthe (1939-1954)
- Cataractes de Shawinigan Falls (1945-1953)
- Cataractes de Shawinigan (1954-1958)
- Saint-François de Sherbrooke (1948-1949)
- Saints de Sherbrooke (1949-1954)
- Indians de Springfield  (1953-1954)
- Lions de Trois-Rivières (1955-1959)
- Braves de Valleyfield (1945-1955)

## Liste des champions de la  LHSQ et de la LHQ
- 1944-1945 : Royaux de Montréal
- 1945-1946 : Royaux de Montréal
- 1946-1947 : Sénateurs d'Ottawa
- 1947-1948 : Sénateurs d'Ottawa
- 1948-1949 : Sénateurs d'Ottawa
- 1949-1950 : Saints de Sherbrooke
- 1950-1951 : Braves de Valleyfield
- 1951-1952 : As de Québec
- 1952-1953 : Saguenéens de Chicoutimi
- 1953-1954 : Saguenéens de Chicoutimi (saison régulière), As de Québec (séries éliminatoires)
- 1954-1955 : Cataractes de Shawinigan (saison régulière et séries éliminatoires)
- 1955-1956 : Cataractes de Shawinigan (saison régulière), Royaux de Montréal (séries éliminatoires)
- 1956-1957 : As de Québec (saison régulière et séries éliminatoires)
- 1957-1958 : Saguenéens de Chicoutimi (saison régulière), Cataractes de Shawinigan (séries éliminatoires)
- 1958-1959 : Royaux de Montréal (saison régulière et séries éliminatoires)